# Caprella scabra
Caprella scabra är en kräftdjursart som beskrevs av Edward Morell Holmes 1904. Caprella scabra ingår i släktet Caprella och familjen Caprellidae. Inga underarter finns listade i Catalogue of Life.